# Kazimierz Kaczor

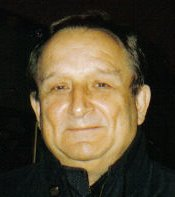
Kazimierz Kaczor (2007)

Kazimierz Kaczor (sinh ngày 9 tháng 2 năm 1941 tại Kraków) là một diễn viên và người dẫn chương trình truyền hình người Ba Lan. Ông góp mặt trong hơn 60 bộ phim điện ảnh và phim truyền hình. Trong đó, nổi bật nhất là vai chính trong sê-ri phim truyền hình Zmiennicy (1986-1987). Ông còn được khán giả biết đến với vai trò là người dẫn chương trình truyền hình Jeopardy! phiên bản Ba Lan mang tên Va banque.
Kazimierz Kaczor vinh dự được trao tặng Huy chương bạc Huy chương Công trạng về văn hóa - Gloria Artis (2010) và Huân chương Polonia Restituta (1998) vì những đóng góp nổi bật cho nền văn hóa Ba Lan cùng những thành tựu trong sáng tạo nghệ thuật.

## Thành tích nghệ thuật
Dưới đây liệt kê một số phim điện ảnh và phim truyền hình nổi bật có sự góp mặt của Kazimierz Kaczor:
- Potop (1974) – oficer księcia Bogusława Radziwiłła
- Ziemia obiecana (1974) – Kipman
- Noce i dnie (1975)
- Dyrektorzy (1975) – Cegielski
- Polskie drogi (1976–1977) – Leon Kuraś
- Hallo Szpicbródka, czyli ostatni występ króla kasiarzy (1978) – Mikuś
- Rodzina Leśniewskich (1978) – Idziak
- Justyna (1978) – Karol
- Dorota (1978) – Stefan
- Urodziny młodego warszawiaka (1980) – Karczewski
- Najdłuższa wojna nowoczesnej Europy (1981) – Ludwig Franke
- Amnestia (1981) – Morawski
- Jan Serce (1981) – Jan Serce
- Alternatywy 4 (1983) – Zygmunt Kotek
- Planeta krawiec (1983) – Józef Romanek
- Zmiennicy (1986–1987) – Zenon Kuśmider
- Łuk Erosa (1987) – Smolarski
- Obywatel Piszczyk (1988) – Zdzisław Pasionka
- Po upadku. Sceny z życia nomenklatury (1989) – Jan Soloch
- Jest jak jest (1994) – Jan Chmiel
- Awantura o Basię (1995–1996) – Anzelm Budzisz
- Złotopolscy (1997–2009) – Marek Złotopolski
- Dylematu 5 (2006)
- Hela w opałach (2007–2008) (serial telewizyjny) – Władek Baran
- Popiełuszko. Wolność jest w nas (2009) – Łaniecki
- Apetyt na życie (2010) – Marek Rylski
- Na dobre i na złe (từ 2012) – Jerzy Wilewski
- Układ zamknięty (2013)
- Chłopski Skarga (2015) – Jakub Bojko
- Druga szansa (2016–2018) – Zygmunt Borecki